# Guerra de broma
La drôle de guerre (pronunciación en francés: /dʁɔl də ɡɛʁ/, droldeguér) o guerra de broma, a veces conocida como «la guerra falsa», «la guerra ilusoria» o «la guerra de pega», es una expresión francesa referida al período de la Segunda Guerra Mundial que, en el teatro de operaciones europeo, comenzó con la declaración de guerra que Francia y el Reino Unido dirigieron a Alemania el 3 de septiembre de 1939 y acabó con la invasión alemana de Francia, Bélgica, los Países Bajos y Luxemburgo el 10 de mayo de 1940.
En este intervalo de tiempo las tropas francesas y británicas apenas se movilizaron y no participaron en ningún acto bélico contra los alemanes, a pesar de que en virtud de la alianza anglo-polaca y franco-polaca, ambos países estaban obligados a asistir militarmente a Polonia.
Durante el periodo comprendido entre septiembre de 1939 y mayo de 1940, los principales actos bélicos contra el Tercer Reich ocurrieron en batallas navales en el océano Atlántico. Inclusive la Guerra de Invierno entre Finlandia y la URSS (diciembre de 1939 - marzo de 1940) transcurrió sin que Francia o el Reino Unido lanzaran ataque alguno contra Alemania.
La invasión alemana de Noruega y Dinamarca el 8 de abril de 1940 significó el primer enfrentamiento bélico directo de franceses y británicos contra tropas alemanas, pero ello ocurrió solo en territorio noruego, teatro bélico lejano de los principales contendientes. Mientras tanto, los ejércitos adversarios se espiaban mutuamente a lo largo del río Rin (la frontera franco-alemana), sin que alguno tomase iniciativas bélicas. Solo el ataque alemán del 10 de mayo de 1940 acabó con la guerra de broma.
La expresión drôle de guerre fue utilizada por primera vez por el periodista francés Roland Dorgelès en un reportaje sobre el ejército aliado que esperaba la ofensiva tras la línea Maginot. En el Reino Unido se llamó a este periodo Phoney War o guerra falsa, mientras que en Alemania se le llamó Sitzkrieg o "guerra de asiento" (jugando aquí con la expresión Blitzkrieg).